# (482) Petrina
(482) Petrina ist ein Asteroid des Hauptgürtels, der am 3. März 1902 vom deutschen Astronomen Max Wolf in Heidelberg entdeckt wurde.
Der Name des Asteroiden wurde Peter (lateinisch: Petrus, weibl. Form: Petrina), einem der Hunde des Entdeckers, gewidmet.